# Józef Folwarczny (naukowiec)
Józef Folwarczny (ur. 1 kwietnia 1919 w Szumbarku, zm. 8 listopada 1994) – polski inżynier, dr hab., prof.

## Życiorys
Był absolwentem Politechniki Śląskiej, w 1960 r. obronił pracę doktorską pt. Podobieństwo termodynamiczne dla przepływu laminarnego w prostym kanale kołowym, w 1962 r. habilitował się na podstawie pracy zatytułowanej Kontrola wypalania klinkieru cementowego. W 1973 otrzymał tytuł profesora.
Pracował w Instytucie Techniki Cieplnej Politechniki Śląskiej, oraz w Państwowym Instytucie Telekomunikacyjnym w Warszawie.

## Odznaczenia i wyróżnienia
- Odznaka Zasłużony dla Politechniki Śląskiej[1]
- Złota Odznaka Zasłużonego dla Województwa Katowickiego[1]
- Krzyż Kawalerski Orderu Odrodzenia Polski[1]